# 高田幸二
高田 幸二（たかだ こうじ、1894年 - 1982年）は、日本の畜産学者・水産学者。農学博士（北海道帝國大學・論文博士・1933年）。専門は、海洋生物の癌発生のメカニズム。海洋の未利用資源の活用方法を研究。鹿児島大学名誉教授。市立名寄短期大学元学長、札幌静修短期大学初代学長。1967年勲三等瑞宝章受章。三重県出身。

## 略歴
1918年北海道帝国大学水産専門部卒。1924年同農学部卒。同農学部助手、同農学部講師。1937年同助教授を経て、1953年鹿児島大学水産学部教授。1957年同水産学部学部長。1960年鹿児島大学停年退官。同名誉教授。市立名寄短期大学副学長。1961年市立名寄短期大学2代学長に就任。1969年市立名寄短期大学学長退任。同名誉教授。札幌静修短期大学初代学長に就任。1970年同学長退任。
1933年に北海道大学より農学博士の学位を取得。学位論文の題は「鮭卵ノ生化学的及膠質化学的研究」。
1967年勲三等瑞宝章受章。

## 業績
- 『鮭卵の研究補遺 : 卵の滲透圧と卵膜の破壊について』（鹿児島大学水産学部紀要 5号, 1956年）
- 『魚介類のコリンに関する研究-II : コリンの分解について』（日本水産学会誌 24巻8号, 1958年）

など